# Charles Vandervaart
Charles Vandervaart né le 9 septembre 2000 à Toronto est un acteur Canadien. 

## Filmographie
- 2023 : Outlander (Saison 7) dans le rôle de William Ransom[2]
- 2021 : Perdus dans l'espace dans le rôle de Liam Tufeld
- 2020 : October Faction (Saison 1) dans le rôle de Fred (jeune)
- 2020 : The Craft : Les Nouvelles sorcières dans le rôle de Jacob
- 2019 : Holly Hobbie (Saison 2) dans le rôle de Robby Hobbie
- 2019 : Les Enquêtes de Murdoch (Saison 13 épisode 8) dans le rôle de John Brackenreid
- 2018 : Holly Hobbie (Saison 1) dans le rôle de Robby Hobbie
- 2018 : Les Enquêtes de Murdoch (Saison 12) dans le rôle de John Brackenreid
- 2017 : Every Day dans le rôle de Steve
- 2017 : Private Eyes (Saison 2 épisode 3) dans le rôle de Josh Remar
- 2016 : Les Enquêtes de Murdoch (Saison 10 épisode 6) dans le rôle de John Brackenreid
- 2015 : Les Enquêtes de Murdoch (Saison 9 épisode 6) dans le rôle de John Brackenreid
- 2014 : Les Enquêtes de Murdoch (Saison 8 épisode 10) dans le rôle de John Brackenreid
- 2017 à 2017 : The Stanley Dynamic dans le rôle de Larry Stanley
- 2013 : Les Enquêtes de Murdoch (Saison 6 épisode 1 et Saison 7 épisode 8) dans le rôle de John Brackenreid
- 2010 : Camp Rock 2 dans le rôle de Gage

## Reconnaissance
- 2016 - Young Entertainer Awards

Nomination du meilleur jeune acteur - Série télévisée pour The Stanley Dynamic
- 2017 - Young Entertainer Awards

Nomination du meilleur jeune acteur - Série télévisée pour The Stanley Dynamic

Nomination Meilleur jeune acteur récurrent - Série télévisée pour Les mystères de Murdoch
- 2018 – Young Entertainer Awards

Nomination Meilleur jeune acteur récurrent - Série télévisée pour Les mystères de Murdoch

Nomination du meilleur jeune acteur - Série télévisée pour The Stanley Dynamic